# Погорєльцев Олександр Якович
Олександр Якович Погорєльцев (?, тепер Чернігівська область — ?) — український радянський діяч, новатор виробництва, слюсар, бригадир слюсарів-складальників Харківського заводу «Світло шахтаря» Харківської області. Депутат Верховної Ради УРСР 5—6-го скликань.

## Біографія
Трудову діяльність розпочав наймитом у заможних селян на Чернігівщині. Закінчив школу фабрично-заводського навчання.
З 1930-х років працював слюсарем Харківського заводу «Світло шахтаря» Харківської області. Виготовляв бетономішалки та лебідки.
Під час німецько-радянської війни разом із заводом перебував у евакуації на Уралі, працював начальником дільниці танкового заводу.
Член ВКП(б).
З 1944 року — слюсар, бригадир бригади слюсарів-складальників Харківського заводу «Світло шахтаря» Харківської області. Відзначився при виготовленні нарізних вугільних комбайнів та породонавантажувальних машин. Бригаді Погорельцева було присвоєно звання бригади комуністичної праці.

## Нагороди
- орден «Знак Пошани»
- ордени
- медаль «За трудову відзнаку»
- медаль «За доблесну працю у Великій Вітчизняній війні 1941—1945 років»
- медалі